# Piper stenocarpum
Piper stenocarpum är en pepparväxtart som beskrevs av C. Dc.. Piper stenocarpum ingår i släktet Piper och familjen pepparväxter. Inga underarter finns listade i Catalogue of Life.